# Демьянов, Михаил Иванович
Михаи́л Ива́нович Демья́нов (бел. Міхаіл Іванавіч Дям’янаў; 27 апреля 1955, дер. Никитиничи, Шкловский район, Могилёвская область, БССР — 14 марта 1996, Орша, Витебская область, Белоруссия) — белорусский милиционер. Погиб при исполнении служебных обязанностей на железнодорожном вокзале в Орше; накрыл собой гранату, брошенную преступниками.

## Ход событий
Весной 1996 года органами МВД Беларуси проводилась операция «Оползень», направленная на пресечение потока оружия и боеприпасов из регионов боевых действий на Кавказе в ходе Первой чеченской войны. Вокзал в Орше, как крупный транспортный узел в сообщении России и Беларуси, был объявлен зоной повышенной бдительности.
14 марта 1996 года около 20.00 в здании вокзала сработала сигнализация отдела камер хранения. Старшина Геннадий Карамзинов и сержант Сергей Пашкевич отправились проверить сигнал, задержав двух мужчин при попытке вскрытия одной из ячеек. Задержанных провели для досмотра в дежурный пункт милиции, где на тот момент находились милиционеры: эксперт-криминалист капитан Александр Кисляков, сержант Андрей Маланухин, старший лейтенант Андрей Переходченко, милиционер-водитель сержант Сергей Ладысев и старший инспектор дежурного пункта капитан Михаил Демьянов. Помимо сотрудников милиции и задержанных, в помещении находились также фельдшер медпункта вокзала и сотрудник охраны. В процессе досмотра один из задержанных произвел сквозь карман выстрел из пистолета ранив в живот Карамзинова, второй задержанный вытащил из-под одежды гранату Ф-1 и под угрозой взрыва вынудил милиционеров выпустить их из комнаты досмотра. Опасаясь преследования, преступники метнули гранату в комнату милиции. Чтобы минимизировать разлёт осколков, капитан Демьянов поднял гранату с пола и бросился в угол комнаты. Несколько милиционеров успели выхватить оружие и прицельными выстрелами ранили одного из преступников. От прогремевшего взрыва Демьянов погиб на месте, тяжёлые ранения получили Переходченко и Маланухин, остальные пострадали в меньшей степени.
Бандитами оказались неоднократно судимые уроженец Кабардино-Балкарии Тахар Гороев и белорус Сергей Малинов, которые на тот момент разыскивались в России за совершение двойного убийства и грабёж. Гороев был тяжело ранен милиционерами и упал, истекая кровью, вблизи железнодорожных путей; обнаружили его уже мёртвым. Малинов, получив лёгкие ранения осколками гранаты, добрался до дома частного сектора, где взял в заложники хозяев. Спустя час, Малинов отпустил заложников,  но сдаваться отказался и был обезврежен только получив смертельное ранение в перестрелке с оперативниками.

## Семья
- Жена — Демьянова Полина Даниловна (главный бухгалтер, ныне на пенсии);
- Сын — Демьянов Андрей Михайлович (полковник юстиции, начальник Новополоцкого городского отдела следственного комитета Республики Беларусь);
- Дочь — Демьянова Вероника Михайловна (подполковник милиции).

## Память
- М. И. Демьянов стал первым в истории Беларуси кавалером Ордена Отечества III степени;
- У входа в дежурную часть милиции Оршанского вокзала установлена мемориальная доска с фотографией и описанием подвига М. И. Демьянова;
- Длительное время сотрудники транспортной милиции Орши принимали присягу у могилы М. И. Демьянова.